# María José Bongiorno
María José Bongiorno es una senadora del Frente para la Victoria por la provincia de Río Negro.
Bongiorno, que es abogada, anteriormente participó en el FREPASO y en el Frente Grande.
En el año legislativo 2012 la senadora fue una de las representantes que tuvo asistencia perfecta en todas las sesiones.

## Comisiones que integró en el Senado
- Es vocal en la comisión de justicia y asuntos penales
- Es vocal en la comisión de legislación general
- Es vocal en la comisión de asuntos administrativos y municipales
- Es vocal en la comisión de seguridad interior y narcotráfico
- Es vocal en la comisión de población y desarrollo humano
- Es vocal en la comisión de turismo
- Es vocal en la comisión de Banca de la mujer
- Es vocal en la comisión de defensoría del pueblo
- Es vocal en la comisión Bicameral de conmemoración de los bicentenarios de la Revolución de mayo (1810-2010) y de la declaración de la Independencia (1816-2016)
- Es miembro de la Secretaría general del parlamento latinoamericano[2]